# Lago artificiale

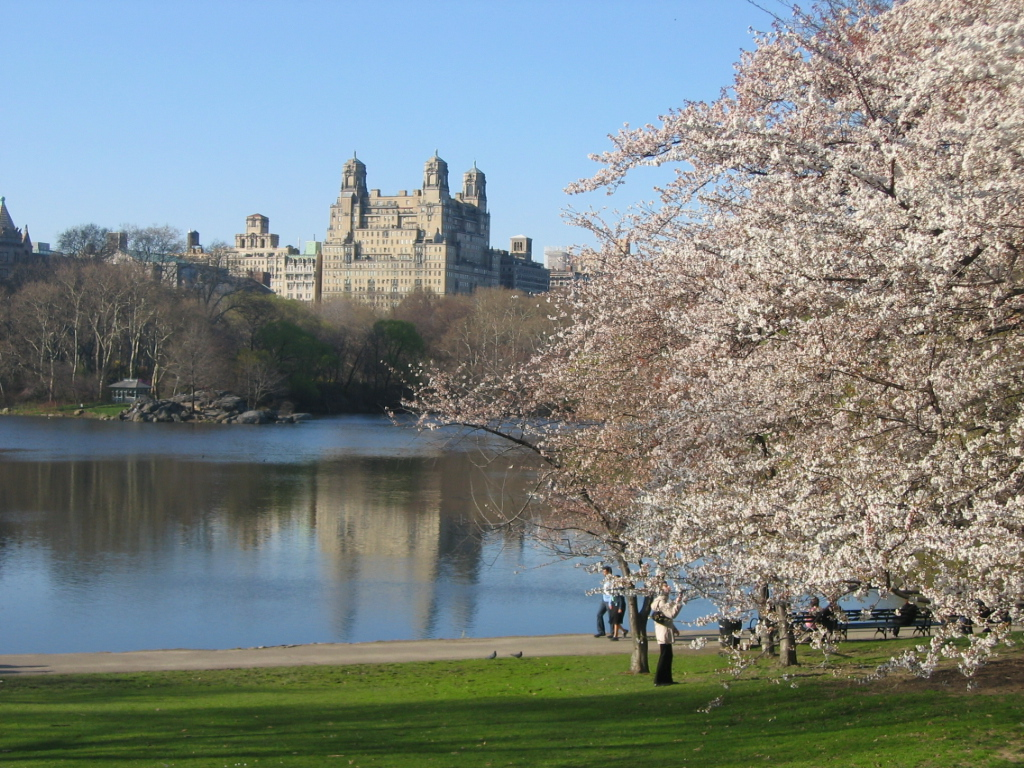
Uno dei laghi artificiali del Central Park

Un lago artificiale è un bacino creato artificialmente dall'uomo allo scopo di contenere una notevole massa d'acqua per fini industriali, estetici o naturalistici.

## Descrizione

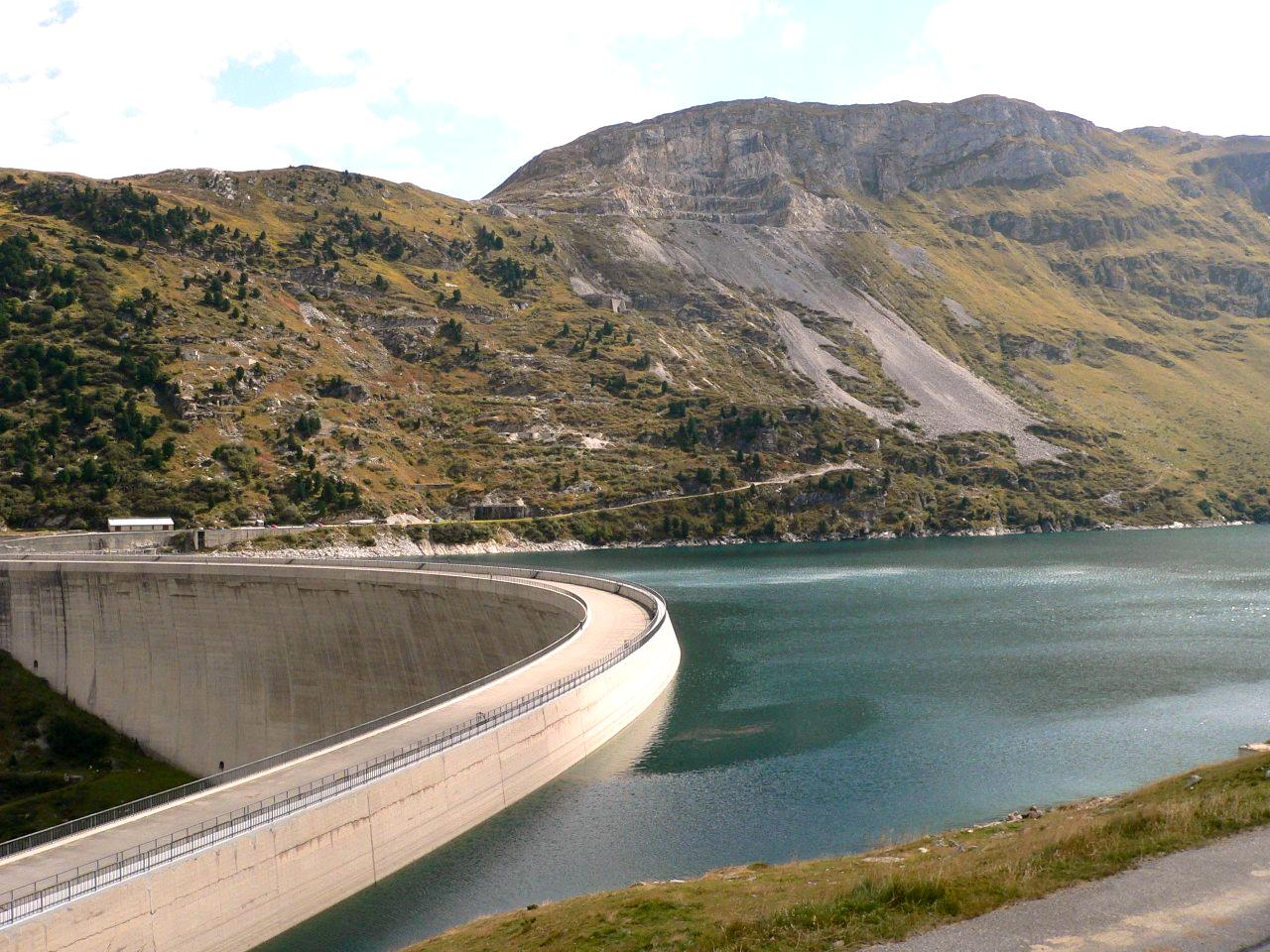
Diga e lago artificiale in Val di Lei (SO) per la produzione di energia elettrica

La gran parte dei laghi artificiali è realizzata allo scopo di produrre energia elettrica attraverso degli impianti di produzione idroelettrici. In tale situazione il corso di un fiume viene interrotto per mezzo di una diga, allo scopo di alzare il livello dell'acqua e sfruttare l'energia della caduta. Spesso tali bacini acquatici sono anche utilizzati nell'ambito agricolo come fonte per l'irrigazione dei terreni.
Ma per lago artificiale si intende anche un lago realizzato per fini estetici, generalmente in un parco urbano. Tipici esempi sono i bacini che troviamo visitando Central Park, il famoso parco urbano di New York. Un lago artificiale infine può essere costruito anche per motivi naturalistici, ad esempio per creare habitat di riproduzione per alcune specie di uccelli.
Un caso diverso è costituito dai laghi di cava, formatisi a seguito dell'afflusso spontaneo di acque sorgive o pluviali all'interno di una cava o miniera. Ad esempio, lungo il corso dei fiumi, le zone di golena vengono talvolta destinate a poli estrattivi di inerti. Esaurita la funzione di cava, le aree dismesse del polo possono essere utilizzate come bacini artificiali di espansione per ricevere le acque di alluvioni improvvise. Se ben mantenute, dette aree alla fine si possono trasformare in parchi fluviali, ottime zone umide, ideali per un habitat adatto alla riproduzione di vari animali.

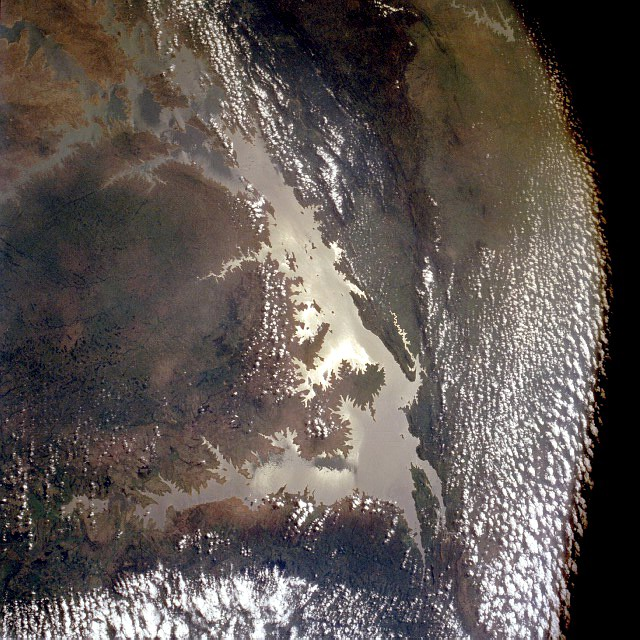
Lago Volta dallo spazio (Aprile 1993). Il più grande lago artificiale al mondo per estensione.

### Lista di laghi artificiali per area
La seguente lista indica i dieci maggiori laghi artificiali per area:
1. Lago Volta (8482 km² Ghana)[1]
2. Bacino Smallwood (6527 km² Canada)[2]
3. Bacino di Samara (6450 km² Russia)[3]
4. Lago Kariba (5580 km² Zimbabwe, Zambia)[4]
5. Bacino di Krasnojarsk (5490 km² Russia)
6. Bacino di Bratsk (5426 km² Russia)[5]
7. Lago Nasser (5248 km² Egitto, Sudan)[6]
8. Bacino di Rybinsk (4580 km² Russia)
9. Bacino di Caniapiscau (4318 km² Canada)[7]
10. Lago Guri (4250 km² Venezuela)

### Lista di laghi artificiali per volume

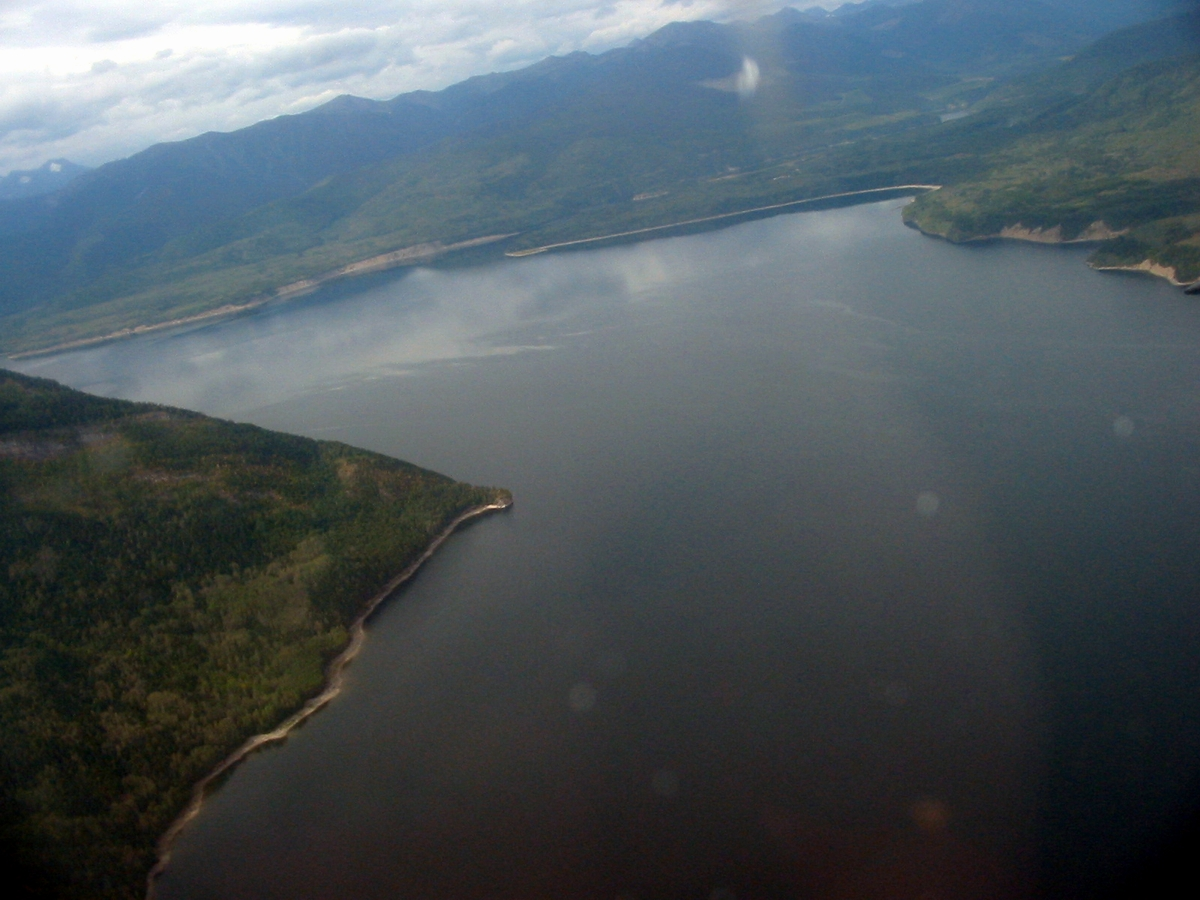
Lago Williston

1. Lago Kariba (180 km³ Zimbabwe, Zambia)
2. Bacino di Bratsk (169 km³ Russia)
3. Lago Nasser (157 km³ Egitto, Sudan)
4. Lago Volta (148 km³ Ghana)
5. Lago Manicouagan (142 km³ Canada)[8]
6. Lago Guri (135 km³ Venezuela)
7. Lago Williston (74 km³ Canada)[9]
8. Bacino di Krasnojarsk (73 km³ Russia)
9. Bacino della Zeja (68 km³ Russia)